# Liste von Flüssen in Tirol

## Tabelle mit Flüssen mit einer Länge von mindestens 10 km in Tirol

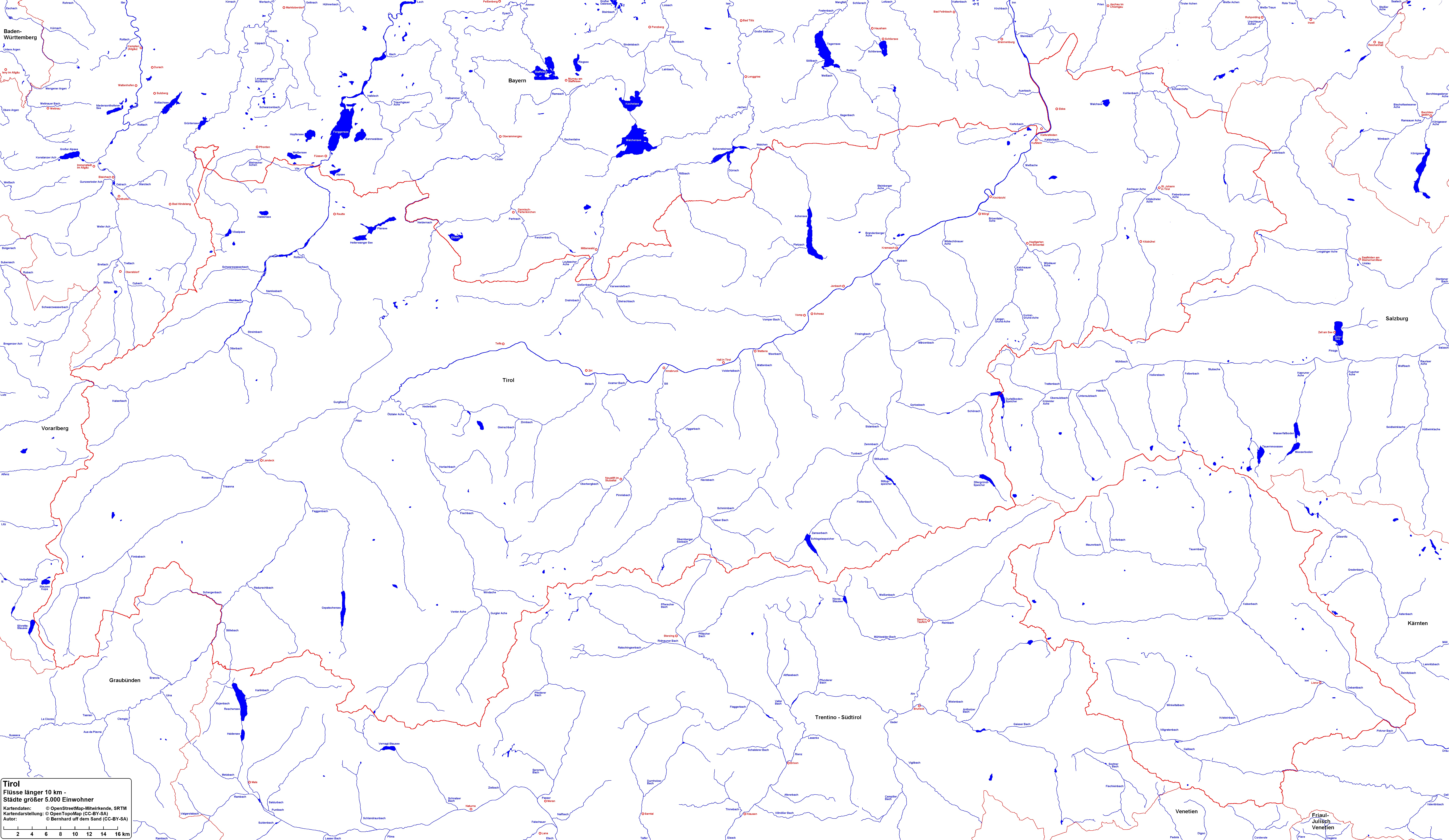
Flüsse in Tirol länger 10 km

| Name                | mündet in          | Mündungsseite | Gesamtlänge in km | Anmerkung                          | Einzugsgebiet in km² | Quelle / Zusammenfluss           | Quellhöhe in m ü. NHN | Mündung                 | Mündungshöhe in m ü. NHN | Mittlerer Abfluss in m³/s |
| ------------------- | ------------------ | ------------- | ----------------- | ---------------------------------- | -------------------- | -------------------------------- | --------------------- | ----------------------- | ------------------------ | ------------------------- |
| Alfenz              | Ill                | rechts        | .0000031          | mit Rauzbach                       |                      | Stuben am Arlberg                | .0001.386             | Bludenz                 | .0000574                 | .0000004                  |
| Almbach             | Salzach            | rechts        | .0000017          | Vorfluter des Hintersees           |                      | Hintersee                        | .0000668              | Hallein                 | .0000440                 |                           |
| Alpbach             | Inn                | rechts        | .0000016          | mit Lueger Bach                    | .0000100             | Gressenstein                     | .0002.100             | Brixlegg                | .0000515                 |                           |
| Aschauer Ache       | Großache           | links         | .0000023          |                                    | .0000148             | Spertental                       | .0001.003             | St. Johann in Tirol     | .0000664                 | .0000005                  |
| Axamer Bach         | Inn                | rechts        | .0000011          |                                    | .0000026             | Axamer Lizum                     | .0001.639             | Völs                    | .0000577                 |                           |
| Brandenberger Ache  | Inn                | links         | .0000033          | mit Roter Valepp                   | .0000282             | Spitzingsee                      | .0001.084             | Kramsach                | .0000510                 | .0000010                  |
| Brixentaler Ache    | Inn                | rechts        | .0000027          |                                    | .0000330             | Brixen im Thale                  | .0001.700             | Wörgl                   | .0000500                 | .0000011                  |
| Debantbach          | Drau               | rechts        | .0000022          |                                    | .0000084             | Hochschober                      | .0002.540             | Dölsach                 | .0000650                 | .0000002                  |
| Dorferbach          | Isel               | links         | .0000012          |                                    |                      | Dorferkees                       | .0002.805             | Hinterbichl             | .0001.320                |                           |
| Drau                | Donau              | rechts        | .0000749          |                                    | .0040.120            | Innichen                         | .0001.450             | Osijek                  | .0000090                 | .0000670                  |
| Dürrach             | Isar               | rechts        | .0000015          |                                    | .0000108             | Karwendel                        | .0001.658             | Sylvensteinsee          | .0000767                 | .0000002                  |
| Faggenbach          | Inn                | rechts        | .0000031          | mit Gepatschspeicher               | .0000230             | Gepatschferner                   | .0002.084             | Prutz                   | .0000859                 | .0000003                  |
| Fieberbrunner Ache  | Großache           | rechts        | .0000027          |                                    | .0000168             | Aurach bei Kitzbühel             | .0001.788             | St. Johann in Tirol     | .0000653                 | .0000007                  |
| Fimbabach           | Trisanna           | rechts        | .0000018          |                                    |                      | Breite Krone                     | .0001.960             | Ischgl                  | .0001.350                |                           |
| Finsingbach         | Ziller             | links         | .0000018          |                                    | .0000048             | Pfundsjoch                       | .0002.267             | Finsing                 | .0000538                 |                           |
| Fischbach           | Ötztaler Ache      | rechts        | .0000013          |                                    | .0000083             | Stubaier Alpen                   | .0002.172             | Längenfeld              | .0001.168                |                           |
| Floitenbach         | Zemmbach           | rechts        | .0000010          |                                    |                      | Floitenkees                      | .0002.535             | Dornauberg-Ginzling     | .0000980                 |                           |
| Gail                | Drau               | rechts        | .0000122          |                                    | .0001.414            | Kartitscher Sattel               | .0001.518             | Villach                 | .0000484                 | .0000045                  |
| Gerlosbach          | Ziller             | rechts        | .0000039          | mit Durlaßboden-Speicher           | .0000199             | Zittauer Hütte                   | .0002.440             | Zell am Ziller          | .0000566                 | .0000008                  |
| Gießenbach          | Isar               | links         | .0000014          | mit Drahnbach                      |                      | Seefeld in Tirol                 | .0001.368             | Scharnitz               | .0000970                 |                           |
| Gleirschbach        | Isar               | links         | .0000013          |                                    | .0000063             | Pfeishütte                       | .0001.880             | Hinterautal             | .0000880                 |                           |
| Gleirschbach        | Zirmbach           | rechts        | .0000011          |                                    | .0000027             | Gleirscher Ferner                | .0002.680             | St. Sigmund im Sellrain | .0001.485                |                           |
| Gschnitzbach        | Sill               | links         | .0000022          |                                    | .0000112             | Stubaier Alpen                   | .0002.424             | Steinach am Brenner     | .0001.035                | .0000004                  |
| Gurglbach           | Inn                | links         | .0000025          |                                    | .0000191             | Fernpass                         | .0001.550             | Imst                    | .0000720                 | .0000002                  |
| Gurgler Ache        | Ötztaler Ache      | rechts        | .0000017          |                                    | .0000132             | Gurgler Ferner                   | .0002.420             | Zwieselstein            | .0001.452                | .0000004                  |
| Horlachbach         | Ötztaler Ache      | rechts        | .0000019          |                                    | .0000072             | Zwieselbachferner                | .0002.679             | Umhausen                | .0000947                 |                           |
| Hornbach            | Lech               | links         | .0000017          |                                    | .0000065             | Marchloch                        | .0001.995             | Vorderhornbach          | .0000945                 | .0000004                  |
| Inn                 | Donau              | rechts        | .0000517          |                                    | .0026.130            | Lunghinsee                       | .0002.564             | Passau                  | .0000289                 | .0000740                  |
| Isel                | Drau               | links         | .0000059          |                                    | .0001.201            | Umbalkees                        | .0002.400             | Lienz                   | .0000673                 | .0000039                  |
| Jambach             | Trisanna           | rechts        | .0000013          |                                    |                      | Jamtalferner                     | .0002.745             | Galtür                  | .0001.555                |                           |
| Kaiserbach          | Lech               | rechts        | .0000012          | mit Erlachbach                     |                      | Roggspitze                       | .0002.490             | Steeg                   | .0001.120                |                           |
| Kaiserbach          | Inn                | rechts        | .0000012          |                                    | .0000034             | Stripsenjoch                     | .0001.422             | Kufstein                | .0000477                 | .0000001                  |
| Kalserbach          | Isel               | links         | .0000026          |                                    | .0000166             | Dorfersee                        | .0001.990             | Huben                   | .0000790                 | .0000002                  |
| Kapruner Ache       | Salzach            | rechts        | .0000020          |                                    | .0000090             | Kapruner Törl                    | .0002.400             | Piesendorf              | .0000754                 | .0000009                  |
| Karwendelbach       | Isar               | rechts        | .0000015          |                                    | .0000048             | Grabenkarspitze                  | .0001.895             | Scharnitzer Alm         | .0000976                 |                           |
| Kelchsauer Ache     | Brixentaler Ache   | links         | .0000011          |                                    | .0000138             | Kelchsau                         | .0000851              | Hopfgarten im Brixental | .0000602                 | .0000005                  |
| Kieferbach          | Inn                | links         | .0000024          |                                    | .0000124             | Ursprungpass                     | .0001.221             | Kiefersfelden           | .0000478                 | .0000003                  |
| Kohlenbach          | Großache           | links         | .0000016          |                                    | .0000110             | Kirchdorf in Tirol               | .0000826              | Kössen                  | .0000584                 | .0000003                  |
| Kristeinbach        | Drau               | links         | .0000012          |                                    | .0000038             | Beim Kreuz                       | .0002.395             | Mittewald               | .0000869                 |                           |
| Kurzer-Grund-Ache   | Kelchsauer Ache    |               | .0000014          | Quellfluss                         |                      | Aleitenspitze                    | .0002.248             | Kelchsau                | .0000851                 |                           |
| Langer-Grund-Ache   | Kelchsauer Ache    |               | .0000016          | Quellfluss                         |                      | Torhelm                          | .0002.036             | Kelchsau                | .0000851                 |                           |
| Lech                | Donau              | rechts        | .0000256          |                                    | .0003.919            | Formarinsee                      | .0001.840             | Marxheim                | .0000392                 | .0000114                  |
| Leutascher Ache     | Isar               | links         | .0000030          |                                    | .0000111             | Mieminger Gebirge                | .0001.829             | Mittenwald              | .0000920                 | .0000004                  |
| Loferbach           | Saalach            | rechts        | .0000027          |                                    | .0000107             | Loferer und Leoganger Steinberge | .0001.387             | Lofer                   | .0000620                 | .0000002                  |
| Loisach             | Isar               | rechts        | .0000113          |                                    | .0001.090            | Biberwier                        | .0001.060             | Pupplinger Au           | .0000565                 | .0000056                  |
| Märzenbach          | Ziller             | rechts        | .0000014          |                                    |                      | Öfelescharte                     | .0002.210             | Ried im Zillertal       | .0000550                 |                           |
| Maurerbach          | Isel               | links         | .0000010          |                                    | .0000032             | Maurerkees                       | .0002.720             | Ströden                 | .0001.391                |                           |
| Melach              | Inn                | rechts        | .0000023          | mit Längentalerbach                | .0000245             | Lüsenstal                        | .0001.708             | Unterperfuss            | .0000587                 | .0000004                  |
| Namlosbach          | Lech               | rechts        | .0000014          |                                    |                      | Namloser Wetterspitze            | .0002.120             | Stanzach                | .0000935                 |                           |
| Navisbach           | Sill               | rechts        | .0000014          |                                    | .0000062             | Lizumer Reckner                  | .0002.199             | Matrei am Brenner       | .0001.007                | .0000002                  |
| Nederbach           | Ötztaler Ache      | rechts        | .0000016          |                                    | .0000053             | Kühtaisattel                     | .0002.375             | Sautens                 | .0000735                 |                           |
| Neidernach          | Loisach            | links         | .0000013          | mit Schellbach                     | .0000042             | Schellschlicht                   | .0001.840             | Griesen                 | .0000813                 |                           |
| Oberbergbach        | Ruetz              | links         | .0000016          |                                    | .0000063             | Alpeiner Ferner                  | .0002.540             | Neustift im Stubaital   | .0000998                 |                           |
| Obernberger Seebach | Sill               | links         | .0000012          |                                    | .0000058             | Brennerpass                      | .0001.906             | Gries am Brenner        | .0001.174                | .0000002                  |
| Otterbach           | Lech               | rechts        | .0000010          |                                    |                      | Leiterspitze                     | .0002.230             | Häselgehr               | .0001.020                |                           |
| Ötztaler Ache       | Inn                | rechts        | .0000067          | mit Venter Ache und Rofenache      | .0000894             | Hintereisferner                  | .0002.500             | Ötztal-Bahnhof          | .0000676                 | .0000031                  |
| Pinnisbach          | Ruetz              | rechts        | .0000010          |                                    | .0000022             | Habicht                          | .0002.170             | Neder                   | .0000968                 |                           |
| Pitze               | Inn                | rechts        | .0000041          |                                    | .0000309             | Mittelbergferner                 | .0002.400             | Karres                  | .0000705                 | .0000004                  |
| Pletzach            | Achensee           |               | .0000010          |                                    |                      | Plumskar                         | .0001.700             | Pertisau                | .0000926                 |                           |
| Prien               | Chiemsee           |               | .0000046          |                                    | .0000262             | Erl                              | .0001.140             | Chiemsee                | .0000518                 | .0000004                  |
| Radurschlbach       | Inn                | rechts        | .0000018          |                                    | .0000092             | Nauderer Berge                   | .0002.776             | Pfunds                  | .0000951                 |                           |
| Rißbach             | Isar               | rechts        | .0000030          |                                    | .0000217             | Eng                              | .0001.200             | Vorderriß               | .0000780                 | .0000009                  |
| Rosanna             | Sanna              |               | .0000042          | Quellfluss                         | .0000276             | Verwall                          | .0002.597             | Tobadill                | .0000870                 | .0000009                  |
| Rotlech             | Lech               | rechts        | .0000020          |                                    | .0000087             | Heiterwand                       | .0001.580             | Weißenbach am Lech      | .0000877                 |                           |
| Ruetz               | Sill               | links         | .0000037          | mit Fernaubach                     | .0000321             | Mutterbergalm                    | .0001.728             | Stephansbrücke          | .0000661                 | .0000005                  |
| Saalach             | Salzach            | links         | .0000106          |                                    | .0001.161            | Gamshag                          | .0001.998             | Saalachspitz            | .0000408                 | .0000039                  |
| Sanna               | Inn                | links         | .0000007          | Vorfluter von Trisanna und Rosanna | .0000728             | Tobadill                         | .0000870              | Landeck                 | .0000775                 | .0000020                  |
| Schergenbach        | Inn                | links         | .0000017          |                                    | .0000109             | Zeblasjoch                       | .0002.550             | Schalkl                 | .0000982                 | .0000003                  |
| Schönach            | Gerlosbach         | links         | .0000010          |                                    | .0000028             | Schönachkees                     | .0002.500             | Gerlos                  | .0001.250                |                           |
| Schwarzach          | Isel               | rechts        | .0000044          |                                    | .0000321             | Kemetspitze                      | .0002.480             | Huben                   | .0000800                 | .0000008                  |
| Schwarzlofer        | Großache           | rechts        | .0000017          |                                    | .0000067             | Steinplatte                      | .0001.400             | Kössen                  | .0000592                 | .0000001                  |
| Schwarzwasserbach   | Lech               | links         | .0000010          |                                    | .0000043             | Schwarzwassertal                 | .0001.208             | Forchach                | .0000915                 |                           |
| Sidanbach           | Ziller             | links         | .0000010          |                                    |                      | Hoarbergjoch                     | .0002.530             | Hollenzen               | .0000595                 |                           |
| Sill                | Inn                | rechts        | .0000042          |                                    | .0000855             | Gries am Brenner                 | .0002.342             | Innsbruck               | .0000565                 | .0000025                  |
| Steinacher Achen    | Vils               | rechts        | .0000014          |                                    | .0000030             | Tannheimer Berge                 | .0001.578             | Pfronten-Steinach       | .0000852                 | .0000001                  |
| Steinberger Ache    | Brandenberger Ache | rechts        | .0000013          | mit Grundache                      |                      | Rofan                            | .0001.585             | Aschau                  | .0000680                 |                           |
| Stillebach          | Inn                | rechts        | .0000015          |                                    | .0000070             | Sesvennagruppe                   | .0002.510             | Finstermünzpass         | .0001.008                |                           |
| Stilluppbach        | Zemmbach           | rechts        | .0000016          |                                    |                      | Hintere Stangenspitze            | .0002.496             | Mayrhofen               | .0000630                 |                           |
| Streimbach          | Lech               | rechts        | .0000014          |                                    |                      | Dremelspitze                     | .0002.038             | Elmen                   | .0000980                 |                           |
| Tauernbach          | Isel               | links         | .0000022          | mit Gschlößbach                    | .0000221             | Felber Tauern                    | .0002.270             | Matrei in Osttirol      | .0000930                 | .0000004                  |
| Tiroler Achen       | Chiemsee           |               | .0000076          | auch Großache                      | .0000952             | Pass Thurn                       | .0001.797             | Chiemsee                | .0000518                 | .0000036                  |
| Trettach            | Iller              |               | .0000016          |                                    | .0000075             | Trettachspitze                   | .0002.300             | Illerursprung           | .0000778                 | .0000004                  |
| Trisanna            | Sanna              |               | .0000046          | mit Bieltalbach                    | .0000409             | Totenfeldscharte                 | .0002.630             | Tobadill                | .0000870                 | .0000009                  |
| Tuxbach             | Zemmbach           | links         | .0000018          |                                    | .0000133             | Tuxer Joch                       | .0001.748             | Finkenberg              | .0000643                 | .0000004                  |
| Uina                | Inn                | rechts        | .0000014          |                                    | .0000045             | Rasass-Spitze                    | .0002.767             | Sur En                  | .0001.114                |                           |
| Valser Bach         | Sill               | rechts        | .0000012          | mit Schmirnbach                    | .0000172             | Lizumer Reckner                  | .0002.670             | Stafflach               | .0001.096                | .0000003                  |
| Venter Ache         | Ötztaler Ache      |               | .0000014          | Quellfluss                         | .0000231             | Vent                             | .0001.889             | Zwieselstein            | .0001.452                | .0000006                  |
| Viggarbach          | Sill               | rechts        | .0000010          |                                    | .0000020             | Blauer See                       | .0002.235             | Ellbögen                | .0000809                 |                           |
| Villgratenbach      | Drau               | links         | .0000025          |                                    | .0000177             | Villgratner Berge                | .0002.418             | Panzendorf              | .0001.072                | .0000001                  |
| Vils                | Lech               | links         | .0000036          | mit Vilsalpsee                     | .0000199             | Jubiläumsweg (Allgäuer Alpen)    | .0001.658             | Vils                    | .0000803                 | .0000008                  |
| Voldertalbach       | Inn                | rechts        | .0000015          |                                    | .0000040             | Tuxer Alpen                      | .0002.315             | Volders                 | .0000549                 |                           |
| Vomper Bach         | Inn                | links         | .0000017          |                                    | .0000045             | Überschalljoch                   | .0001.885             | Vomp                    | .0000537                 |                           |
| Walchen             | Isar               | rechts        | .0000026          | mit Achensee                       | .0000233             | Achensee                         | .0000929              | Sylvensteinspeicher     | .0000767                 | .0000004                  |
| Wattenbach          | Inn                | rechts        | .0000012          |                                    | .0000074             | Lizumer Reckner                  | .0001.405             | Wattens                 | .0000545                 | .0000002                  |
| Weerbach            | Inn                | rechts        | .0000017          |                                    | .0000073             | Grafennsalm                      | .0002.380             | Weer                    | .0000543                 | .0000002                  |
| Weißache            | Inn                | rechts        | .0000024          |                                    | .0000123             | Ellmau                           | .0001.514             | Kufstein                | .0000478                 | .0000003                  |
| Wertach             | Lech               | links         | .0000141          | mit Kaltenbrunnenbach              | .0001.441            | Oberjoch                         | .0001.720             | Wolfzahnau              | .0000461                 | .0000017                  |
| Wildschönauer Ache  | Inn                | rechts        | .0000022          |                                    | .0000087             | Wildschönau                      | .0001.856             | Kundl                   | .0000503                 |                           |
| Windache            | Ötztaler Ache      | rechts        | .0000013          |                                    | .0000048             | Östlicher Scheiblehnferner       | .0002.812             | Sölden                  | .0001.353                |                           |
| Windauer Ache       | Brixentaler Ache   | links         | .0000022          |                                    | .0000082             | Reinkarsee                       | .0002.194             | Hopfgarten im Brixental | .0000626                 | .0000003                  |
| Winkeltalbach       | Villgratenbach     | links         | .0000014          |                                    | .0000062             | Großes Degenhorn                 | .0002.708             | Außervillgraten         | .0001.250                | .0000002                  |
| Zamser Bach         | Zemmbach           | links         | .0000011          |                                    |                      | Hohe Wand                        | .0002.796             | Zemmgrund               | .0001.258                |                           |
| Zemmbach            | Ziller             | links         | .0000029          |                                    | .0000443             | Zsigmondyspitze                  | .0002.674             | Mayrhofen               | .0000640                 | .0000002                  |
| Ziller              | Inn                | rechts        | .0000056          | mit Zillergründl-Speicher          | .0001.135            | Rauhkofel                        | .0002.267             | Strass im Zillertal     | .0000518                 | .0000027                  |
| Zirmbach            | Melach             | links         | .0000010          |                                    | .0000069             | Kühtaisattel                     | .0001.830             | Gries im Sellrain       | .0001.190                |                           |